# Artikel 32 des Grundgesetzes für die Bundesrepublik Deutschland
Artikel 32 des Grundgesetzes für die Bundesrepublik Deutschland (GG) ist im zweiten Abschnitt des Grundgesetzes normiert, der die strukturellen Grundlagen von Bund und Ländern regelt. Die Norm bestimmt die Verbandszuständigkeiten von Bund und Ländern bezüglich der Pflege der auswärtigen Beziehungen Deutschlands. Hierzu zählt insbesondere der Abschluss völkerrechtlicher Verträge. Grundsätzlich fällt dies in die Zuständigkeit des Bundes. Die Länder dürfen allerdings völkerrechtliche Verträge abschließen, soweit diese Angelegenheiten berühren, die in ihre Gesetzgebungszuständigkeit fallen. Ob daneben in diesem Bereich auch der Bund zum Vertragsschluss befugt ist, ist in der Rechtswissenschaft strittig. In der politischen Praxis wurde dieser Streit durch das Lindauer Abkommen vom 14. November 1957 beigelegt.
Art. 32 GG steht inhaltlich im Zusammenhang mit Art. 59 GG. Dieser bestimmt, welches Bundesorgan für den Abschluss völkerrechtlicher Verträge zuständig ist, regelt also die Organkompetenz. Als spezielle Bestimmung zur Kompetenzverteilung geht Art. 32 dem allgemeinen Art. 30 GG vor.

## Normierung
Art. 32 GG lautet seit Inkrafttreten des Grundgesetzes am 24. Mai 1949 wie folgt:
(2) Vor dem Abschlusse eines Vertrages, der die besonderen Verhältnisse eines Landes berührt, ist das Land rechtzeitig zu hören.

## Entstehungsgeschichte
Art. 32 GG baut inhaltlich auf Art. 78 der Weimarer Reichsverfassung (WRV) von 1919 auf, der wiederum auf Vorläufern der Bismarckschen Reichsverfassung von 1871 und der Paulskirchenverfassung von 1849 beruht.

## Bundeskompetenz für die Pflege der auswärtigen Beziehungen
Art. 32 Absatz 1 GG bestimmt, dass der Bund für die Pflege der Beziehungen zu auswärtigen Staaten zuständig ist. Hiernach darf er gegenüber diesen auftreten und in völkerrechtlich relevanter Weise handeln, etwa durch den Abschluss eines Vertrags. Die Bundeszuständigkeit soll sicherstellen, dass Deutschland völkerrechtlich einheitlich vertreten wird.
Der Begriff des auswärtigen Staats ist nach allgemeiner Auffassung in der Rechtswissenschaft zu eng gefasst. Die Formulierung ist historischer Natur. In völkerrechtlich relevanter Weise kann die Bundesrepublik allerdings nicht lediglich mit Staaten, sondern auch mit nichtstaatlichen Völkerrechtssubjekten interagieren. Daher fallen auch diese im Rahmen des Art. 32 Absatz 1 GG unter den Begriff des auswärtigen Staats. Deshalb erfasst diese Norm die Pflege der Beziehungen mit anderen Staaten, internationalen Organisationen wie NATO und VN sowie dem Internationalen Komitee vom Roten Kreuz und dem souveränen Malteser-Ritterorden. Der Heilige Stuhl gilt nach vorherrschender Auffassung in der Rechtswissenschaft allerdings trotz seiner Völkerrechtssubjektivität nicht als auswärtiger Staat. Vertreter dieser Auffassung argumentieren mit historischen Aspekten und der besonderen geistlichen Stellung des Heiligen Stuhls, durch die dieser sich von anderen Völkerrechtssubjekten unterscheide. Daher beurteilt sich die Kompetenz zum Abschluss von Konkordaten nach den allgemeinen Vorschriften über die Gesetzgebungskompetenz.
Keine Aussage trifft Art. 32 Absatz 1 GG dazu, ob der Bund eine völkerrechtliche Bindung innerstaatlich umsetzen darf. Völkerrecht stellt nach der vorherrschenden dualistischen Auffassung eine eigenständige Rechtsordnung dar, die erst durch eine Transformation in innerstaatliches Recht innerhalb der Bundesrepublik Geltung entfaltet. Die Umsetzung des Völkerrechts beurteilt sich nach der allgemeinen Kompetenzverteilung zwischen Bund und Ländern gemäß Art. 70 GG. Aus Art. 32 Absatz 1 GG ergibt sich demnach lediglich eine Bundeskompetenz zum Eingehen einer völkerrechtlichen Bindung. Daher können Abschluss- und Umsetzungskompetenz auseinanderfallen. Aus dem Gebot des bundesfreundlichen Handelns ergibt sich für diesen Fall jedoch eine wechselseitige Rücksichtnahmepflicht von Bund und Land, die beide dazu anhält, die Interessen des anderen zu achten.

## Schutz der Landesinteressen
Art. 32 Absatz 2, 3 GG enthalten spezielle Bestimmungen bezüglich der Kompetenzverteilung beim Abschluss völkerrechtlicher Verträge. Diese schützen die Interessen der Länder.

### Anhörungspflicht
Gemäß Art. 32 Absatz 2 GG muss der Bund, der einen Vertrag abschließt, der die spezifischen Interessen eines Bundeslands berührt, dieses vor Vertragsschluss anhören. Das Land muss also die Chance erhalten, dem Bund seinen Standpunkt zum Vertrag darzulegen. In die Gestaltung des Vertrags muss der Bund dieses allerdings nicht mit einbeziehen. Aufgrund des Bezugs zu spezifischen Landesinteressen besteht die Annhörigungspflicht lediglich dann, wenn ein Land in besonderer Weise durch den Vertrag betroffen wird. Hieran fehlt es, wenn mehrere Länder durch den Vertrag in gleicher Weise berührt werden.

### Vertragsabschlusskompetenz
Artikel 32 Absatz 3 GG verleiht den Ländern die Kompetenz zum Abschluss völkerrechtlicher Verträge. Hierdurch erlangen Länder teilweise die Qualität eines Völkerrechtssubjekts.
Ein Bundesland ist zum Vertragsabschluss befugt, soweit der Vertragsgegenstand in dessen Gesetzgebungszuständigkeit fällt. Gemäß Art. 70 GG trifft dies grundsätzlich für alle Materien zu, die das Grundgesetz nicht dem Bund zuweist. Hiernach fällt beispielsweise das Schulrecht in die Zuständigkeit der Länder. Im Bereich der konkurrierenden Kompetenzen nach Art. 74, Art. 105 Absatz 2 GG ist das Land zuständig, soweit der Bund nicht von seiner Gesetzgebungskompetenz Gebrauch macht. Erlässt der Bund eine Regelung im Bereich einer konkurrierenden Kompetenz, auf deren Grundlage das Land zuvor einen Vertrag geschlossen hatte, berührt dies die völkerrechtliche Wirksamkeit des Vertrags nicht. Die Bundesgesetzgebung steht lediglich dem Abschluss weiterer Verträge durch das Land entgegen.
Damit ein Land einen Vertrag abschließen kann, bedarf es weiterhin der Zustimmung der Bundesregierung. Hierdurch soll verhindert werden, dass ein Land Interessen des Bundes beeinträchtigt. Die Zustimmungserteilung steht im freien Ermessen der Bundesregierung. Allerdings darf sie nicht rechtsmissbräuchlich handeln. Fehlt die Zustimmung, ist der Vertrag sowohl völkerrechtlich als auch innerstaatlich unwirksam.
Umstritten ist in der Rechtswissenschaft, ob es sich bei der Abschlusskompetenz der Länder um eine ausschließliche oder um eine konkurrierende handelt.
Nach einer Auffassung enthält Art. 32 Absatz 3 GG lediglich eine zusätzliche Ermächtigung für die Länder, die neben der umfassenden Bundeszuständigkeit aus Art. 32 Absatz 1 GG steht. Diese Ansicht wird als zentralistische Ansicht oder Berliner Lösung bezeichnet. Sie stützt sich darauf, dass Art. 32 Absatz 3 GG lediglich von einem Können der Länder spricht. Daher bezwecke die Norm keine Verkürzung der Abschlusskompetenz des Bundes aus Art. 32 Absatz 1 GG. Zudem stellt nur eine umfassende Zuständigkeit des Bundes sicher, dass die Bundesrepublik völkerrechtlich als Einheit auftritt.
Einige Stimmen werfen dieser Ansicht vor, sie hebele die ausdifferenzierte Kompetenzverteilung zwischen Bund und Ländern auf, indem sie dem Bund ermögliche, durch den Abschluss völkerrechtlicher Verträge Regelungsbereiche der Länder zu beeinflussen. Daher nehmen sie an, Art. 32 Absatz 3 GG ermächtige ausschließlich die Länder zum Vertragsabschluss im Bereich der Landesgesetzgebungskompetenzen. Hiernach ist Art. 32 Absatz 3 GG derart zu lesen, dass im Bereich der Landesgesetzgebung allein die Länder zum Vertragsabschluss befugt sind. Diese Auffassung wird als föderalistische Ansicht oder süddeutsche Lösung bezeichnet. Sie argumentiert damit, dass nur derjenige Verträge abschließen können soll, der diese auch in eigenes Recht umsetzen darf.
Eine vermittelnde Auffassung teilt die Kompetenzen zwischen Bund und Ländern auf. Nach dieser norddeutschen Lösung darf der Bund auch im Bereich der Landesgesetzgebung völkerrechtliche Verträge abschließen. Ihm ist es jedoch verwehrt, diese in innerstaatliches Recht zu transformieren, dies können lediglich die Bundesländer.
Länder und Bund haben den Rechtsstreit durch das Lindauer Abkommen vom 14. November 1957 entschärft. Dieses besagt, dass der Bund völkerrechtliche Verträge auch im Bereich der Landesgesetzgebungskompetenzen abschließen darf, die durch die Länder umgesetzt werden müssen. Zuvor muss der Bund jedoch mit den betroffenen Ländern ein Einverständnis über den Vertragsinhalt erzielen.
In der Praxis hat sich das Abkommen bislang bewährt. Umstritten sind in der Rechtswissenschaft allerdings Rechtsnatur und Verfassungskonformität des Abkommens. Aus Sicht der zentralistischen Auffassung erscheint dies zweifelhaft, da die Länder ein Mitspracherecht erhalten, das ihnen nach Art. 32 GG nicht zusteht. Aus Sicht der föderalistischen Auffassung erhält der Bund eine Abschlusskompetenz, die ihm gemäß Art. 32 GG nicht zusteht.